# Piętno (Gran Polonia)
Piętno [pronunciación en polaco: /ˈpjɛntnɔ/] es un pueblo en el distrito administrativo de Gmina Tuliszków, dentro del Distrito de Turek, Voivodato de Gran Polonia, en el centro-oeste de Polonia. Se encuentra aproximadamente 8 kilómetros al sudeste de Tuliszków, 11 kilómetros al oeste de Turek, y 107 kilómetros al sudeste de la capital regional, Poznań.
El pueblo tiene una población de 450 habitantes.